# 岡町駅
岡町駅（おかまちえき）は、大阪府豊中市中桜塚一丁目にある、阪急電鉄宝塚本線の駅。駅番号はHK-45。

## 歴史
- 1910年（明治43年）3月10日：箕面有馬電気軌道（阪急電鉄の前身）宝塚本線の営業開始と同時に開業[3][4]。阪急では最古の駅のひとつである。
- 1994年（平成6年）11月6日：上り線が高架化[5]。
- 1997年（平成9年）11月8日：下り線が高架化[2]。高架化工事以前は相対式ホーム2面2線の形態であった。
- 2000年（平成12年）7月19日：高架下商業施設「ティオ阪急岡町」オープン[6]。
- 2003年（平成15年）8月30日：ダイヤ改正により梅田行準急停車駅になる。
- 2013年（平成25年）12月21日：駅番号導入[7][8]。

## 駅構造
島式ホーム1面2線を有する高架駅である。分岐器や絶対信号機を持たないため、停留所に分類され、曽根駅 - 豊中駅間の高架区間では唯一の停留場構造である。改札・コンコースは2階、ホームは3階にある。改札口は1か所のみ。トイレは改札内にある。

### のりば
| 号線 | 路線      | 方向 | 行先                                   |
| ---- | --------- | ---- | -------------------------------------- |
| 1    | ■宝塚本線 | 下り | 宝塚・川西能勢口・石橋阪大前・箕面方面 |
| 2    | ■宝塚本線 | 上り | 大阪梅田・神戸・京都・北千里方面       |

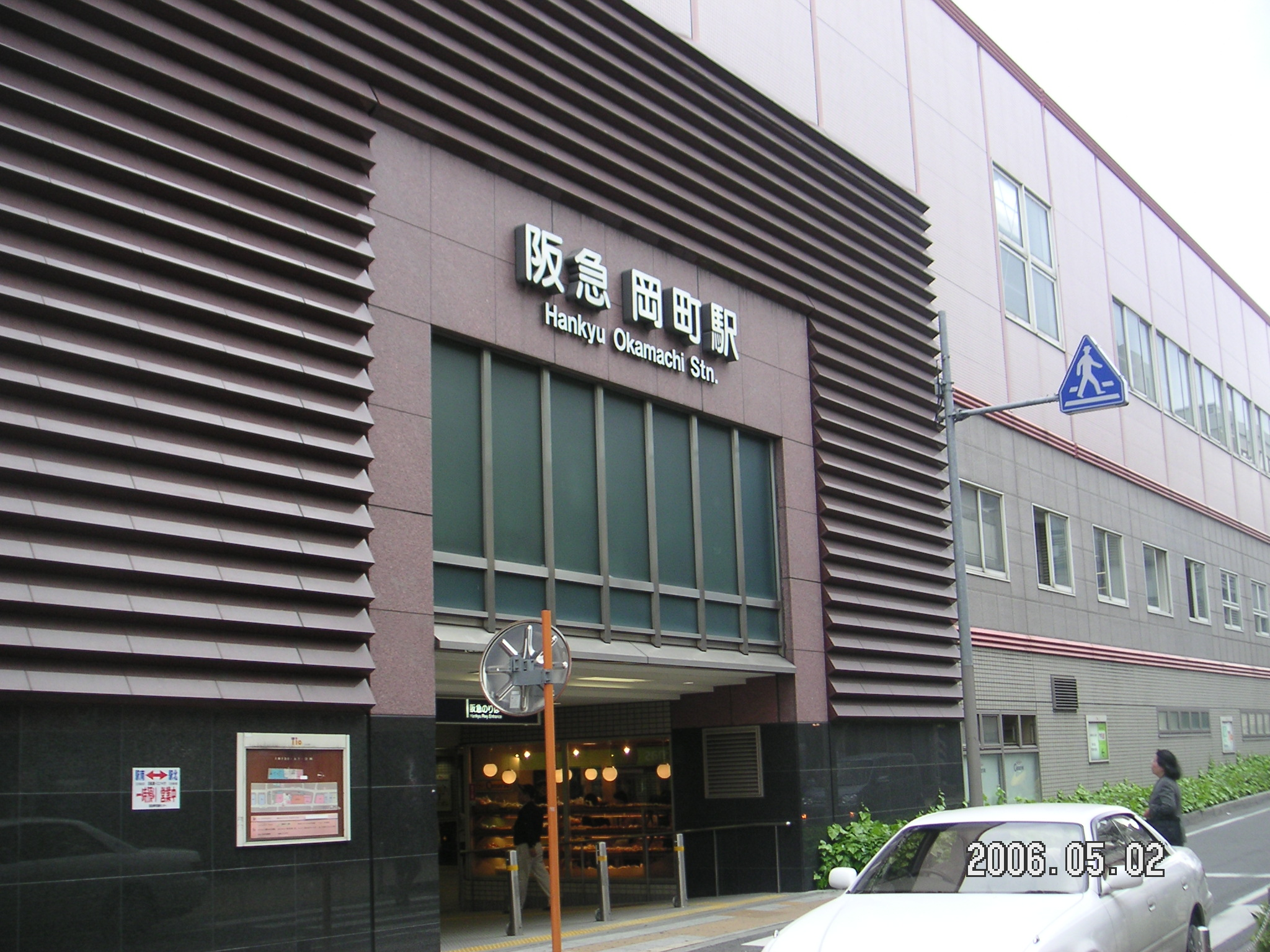
東口
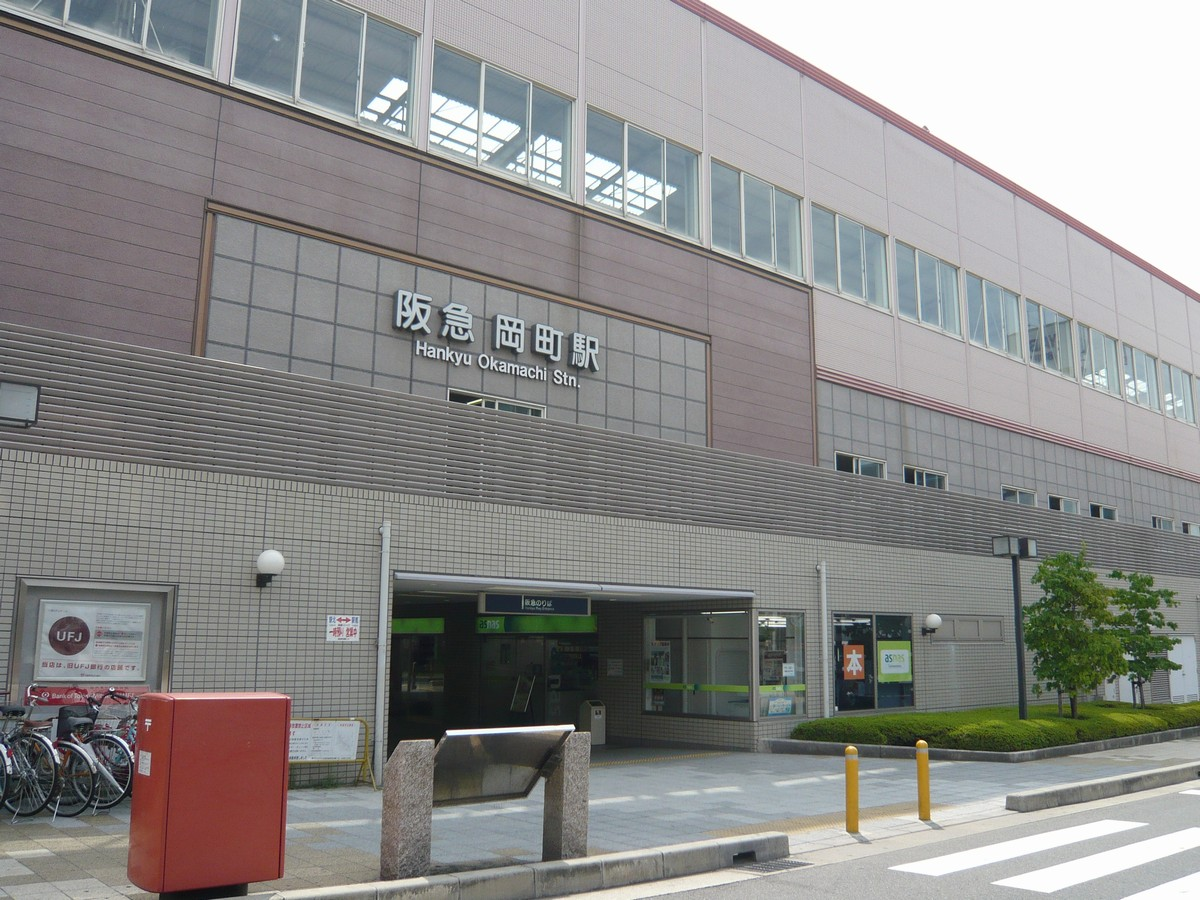
西口
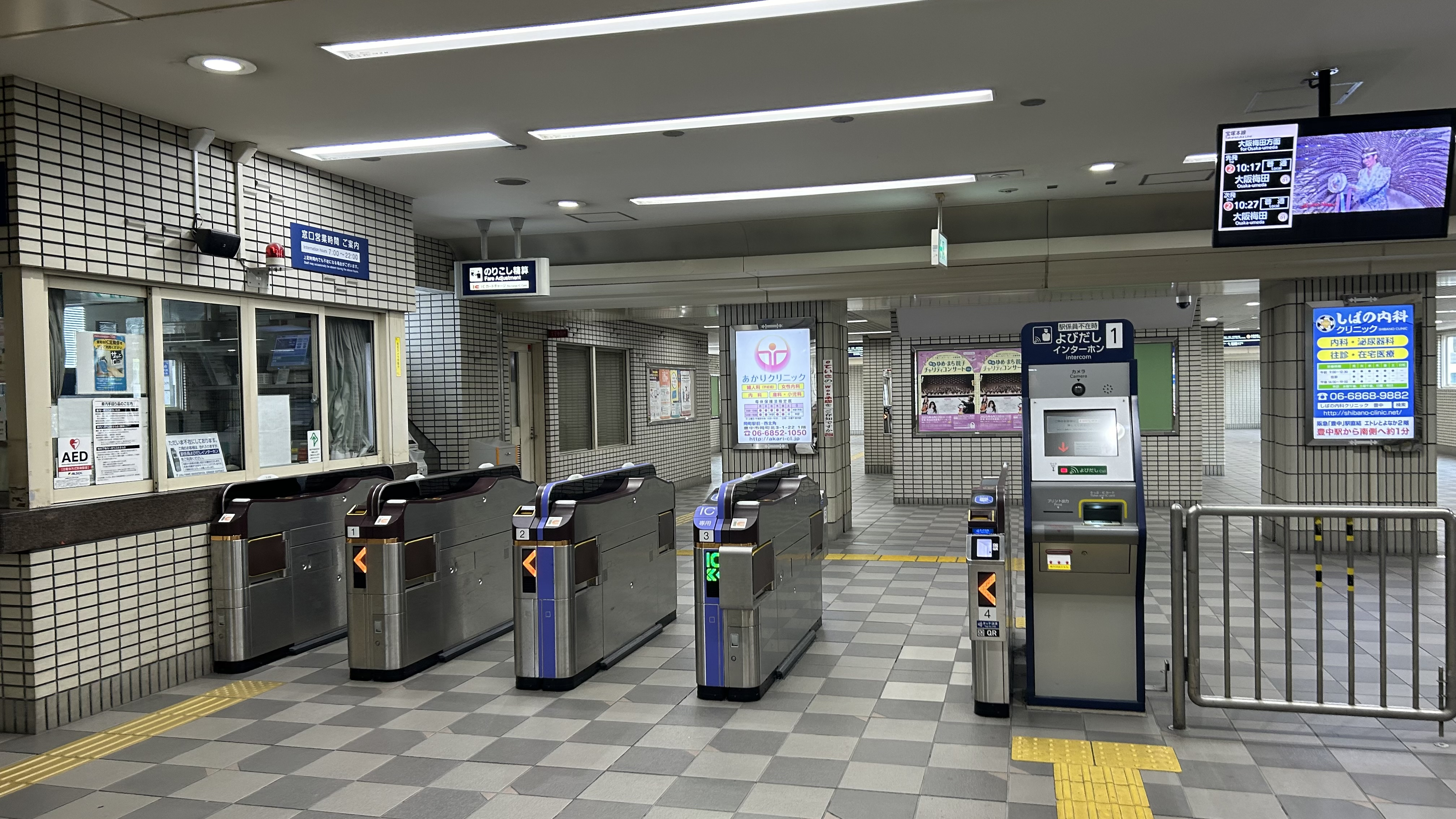
改札口
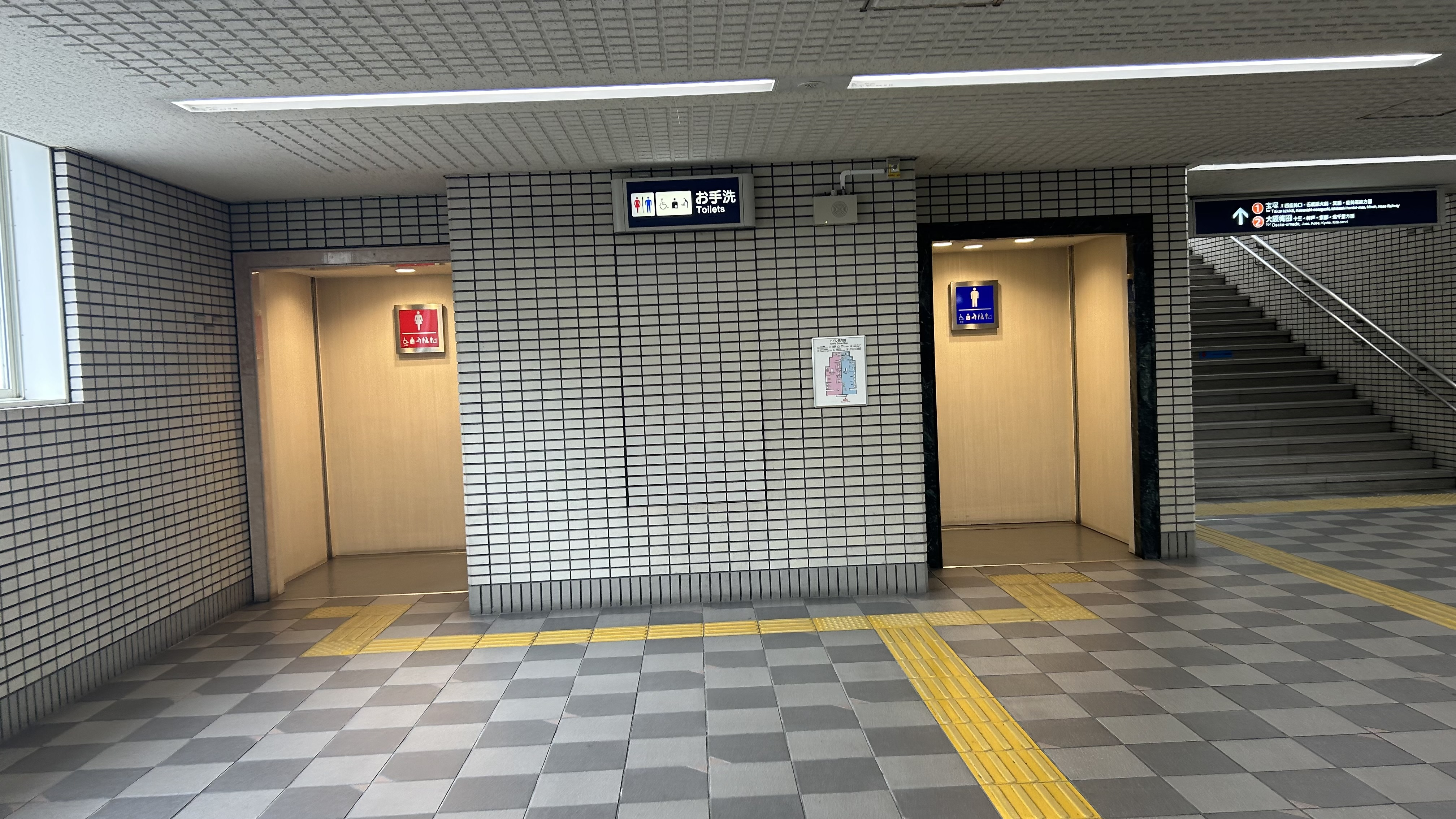
トイレ
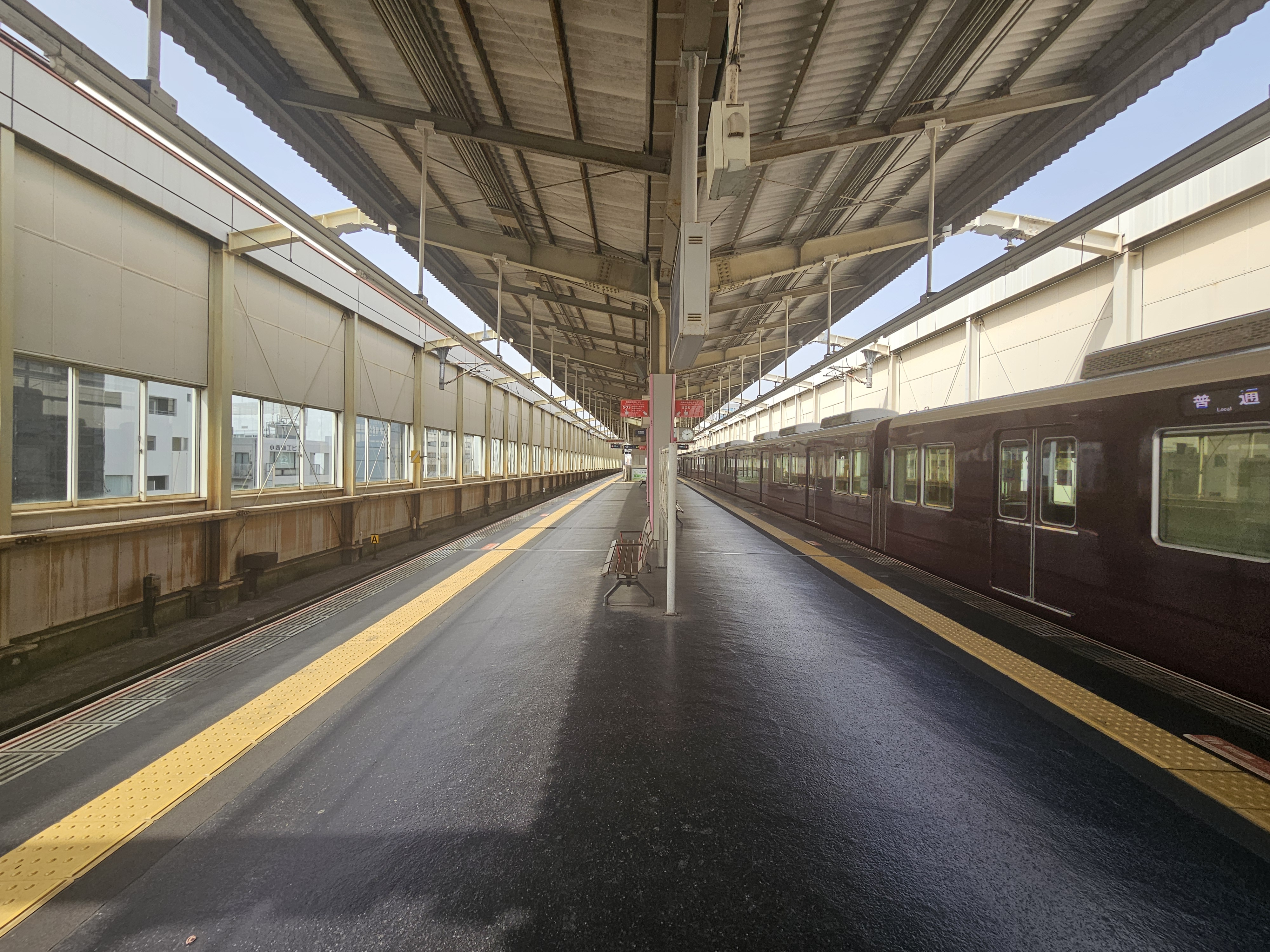
プラットホーム（2025年3月）
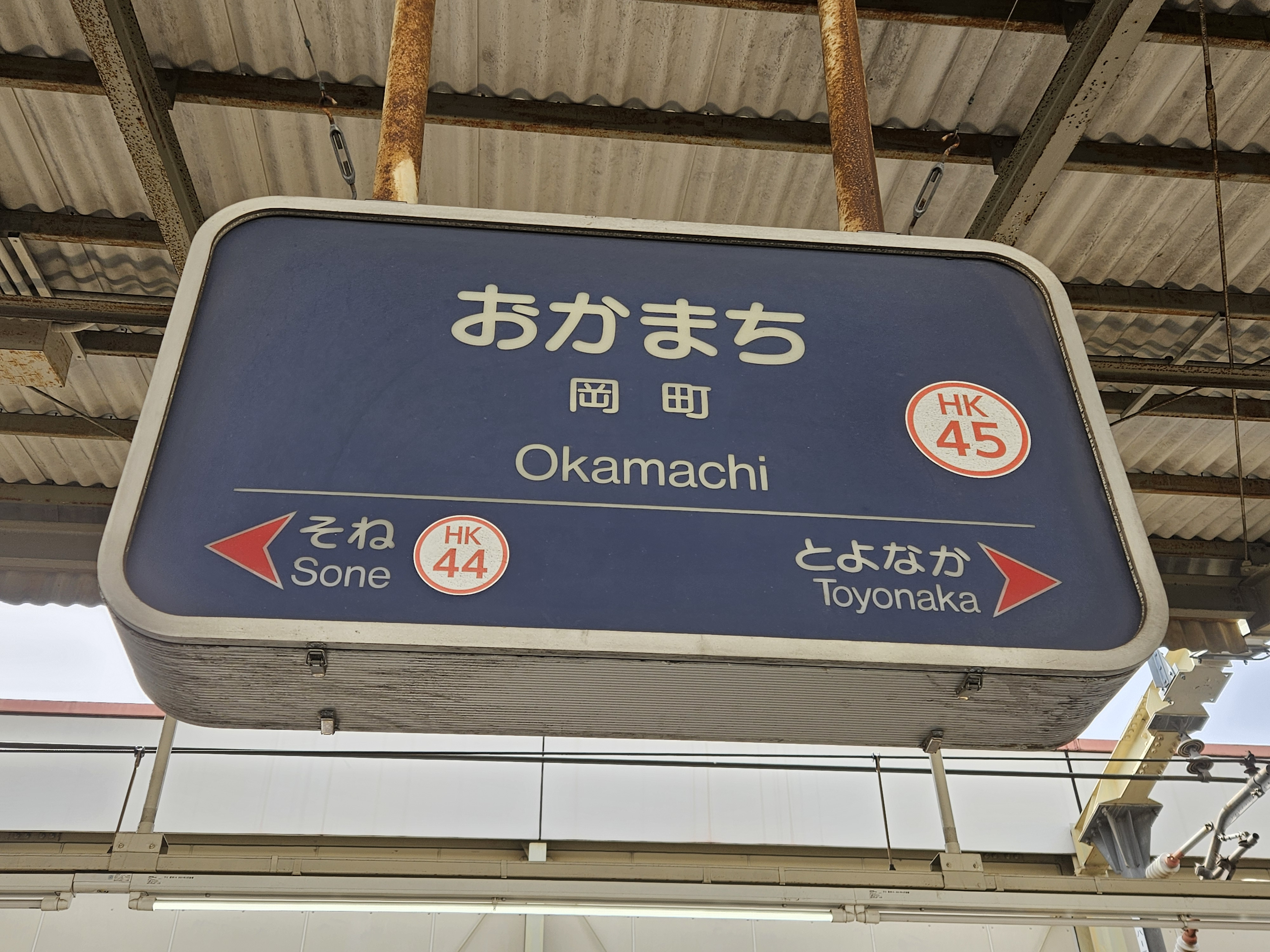
駅名標（2025年3月）

## 利用状況
2024年（令和6年）次の通年平均乗降人員は15,876人である。阪急電鉄全駅（86駅）中では王子公園駅に次いで第46位。

### 年次別利用状況
各年次の乗降人員の推移は下表の通り。2016年次は阪急電鉄HPで上位50駅のみ順位とともに公表される形となっており、当駅はランクインしなかったため順位は不明。
| 年度               | 乗車人員 | 降車人員 | 乗降人員 | 増減率 | 順位 | 出典       | 出典         |
| 年度               | 乗車人員 | 降車人員 | 乗降人員 | 増減率 | 順位 | 阪急       | 豊中市       |
| ------------------ | -------- | -------- | -------- | ------ | ---- | ---------- | ------------ |
| 2016年（平成28年） | 8,077    | 7,962    | 16,039   |        |      | [ 阪急 1 ] | [ 豊中市 1 ] |
| 2017年（平成29年） | 8,445    | 8,328    | 16,773   | 4.6%   | 48位 | [ 阪急 2 ] | [ 豊中市 2 ] |
| 2018年（平成30年） | 8,427    | 8,289    | 16,716   | -0.3%  | 48位 | [ 阪急 3 ] | [ 豊中市 3 ] |
| 2019年（令和元年） | 8,517    | 8,378    | 16,895   | 1.1%   | 48位 | [ 阪急 4 ] | [ 豊中市 4 ] |
| 2020年（令和02年） | 6,821    | 6,718    | 13,539   | -19.9% | 45位 | [ 阪急 5 ] | [ 豊中市 5 ] |
| 2021年（令和03年） | 6,891    | 6,806    | 13,697   | 1.2%   | 46位 | [ 阪急 6 ] | [ 豊中市 6 ] |
| 2022年（令和04年） | 7,365    | 7,290    | 14,655   | 7.0%   | 46位 | [ 阪急 7 ] | [ 豊中市 7 ] |
| 2023年（令和05年） | 7,829    | 7,771    | 15,600   | 6.4%   | 46位 | [ 阪急 8 ] | [ 豊中市 8 ] |
| 2024年（令和06年） |          |          | 15,876   | 1.8%   | 46位 | [ 統計 1 ] |              |

#### 平日限定データ
2000年から2015年までのデータは平日限定となっていた。
2007年次分からは阪急電鉄HPで上位50駅のみ順位とともにデータを公表されていた。2014・2015年次分については50位以内にランクインしなかったため順位は不明。
また2008・2009年次については上位50駅かつ天神橋筋六丁目駅より下位にランクインしている。上記の通年平均乗降人員では2017年次以降は同駅をランキング対象外としているため、これらの年次では同駅を含めるか否かで順位が変わるが、ここでは出典上での順位をそのまま記載する。
| 年次               | 乗車人員 | 降車人員 | 乗降人員 | 増減率 | 順位 | 出典        | 出典          |
| 年次               | 乗車人員 | 降車人員 | 乗降人員 | 増減率 | 順位 | 阪急        | 豊中市        |
| ------------------ | -------- | -------- | -------- | ------ | ---- | ----------- | ------------- |
| 2000年（平成12年） | 11,272   | 11,191   | 22,463   |        |      |             | [ 豊中市 9 ]  |
| 2001年（平成13年） | 10,702   | 10,625   | 21,327   | -5.1%  |      |             | [ 豊中市 9 ]  |
| 2002年（平成14年） | 10,133   | 10,106   | 20,239   | -5.1%  |      |             | [ 豊中市 9 ]  |
| 2003年（平成15年） | 10,005   | 9,939    | 19,944   | -1.5%  |      |             | [ 豊中市 9 ]  |
| 2004年（平成16年） | 9,791    | 9,712    | 19,503   | -2.2%  |      |             | [ 豊中市 9 ]  |
| 2005年（平成17年） | 9,593    | 9,537    | 19,130   | -1.9%  |      |             | [ 豊中市 10 ] |
| 2006年（平成18年） | 9,531    | 9,488    | 19,019   | -0.6%  |      |             | [ 豊中市 11 ] |
| 2007年（平成19年） | 9,536    | 9,484    | 19,020   | 0.0%   | 48位 | [ 阪急 9 ]  | [ 豊中市 12 ] |
| 2008年（平成20年） | 9,501    | 9,449    | 18,950   | -0.4%  | 49位 | [ 阪急 10 ] | [ 豊中市 13 ] |
| 2009年（平成21年） | 9,299    | 9,222    | 18,521   | -2.3%  | 48位 | [ 阪急 11 ] | [ 豊中市 14 ] |
| 2010年（平成22年） | 9,145    | 9,076    | 18,221   | -1.6%  | 48位 | [ 阪急 12 ] | [ 豊中市 15 ] |
| 2011年（平成23年） | 9,084    | 9,001    | 18,085   | -0.7%  | 49位 | [ 阪急 13 ] | [ 豊中市 16 ] |
| 2012年（平成24年） | 9,228    | 9,169    | 18,397   | 1.7%   | 47位 | [ 阪急 14 ] | [ 豊中市 17 ] |
| 2013年（平成25年） | 9,161    | 9,079    | 18,240   | -0.9%  | 48位 | [ 阪急 15 ] | [ 豊中市 18 ] |
| 2014年（平成26年） | 9,140    | 9,060    | 18,200   | -0.2%  |      | [ 阪急 16 ] | [ 豊中市 19 ] |
| 2015年（平成27年） | 9,283    | 9,168    | 18,451   | 1.4%   |      | [ 阪急 17 ] | [ 豊中市 20 ] |

### 特定日利用状況
「大阪府統計年鑑」によると、各年度のある特定日における1日の利用状況は下表の通り。
1973年度については当駅と豊中駅のみ出典に記載がなく不明。
| 年度               | 乗車人員 | 降車人員 | 乗降人員 | 出典          |
| ------------------ | -------- | -------- | -------- | ------------- |
| 1966年（昭和41年） | 14,007   | -        | -        | [ 大阪府 1 ]  |
| 1967年（昭和42年） | 14,146   | -        | -        | [ 大阪府 2 ]  |
| 1968年（昭和43年） | 14,070   | -        | -        | [ 大阪府 3 ]  |
| 1969年（昭和44年） | 14,067   | -        | -        | [ 大阪府 4 ]  |
| 1970年（昭和45年） | 14,256   | -        | -        | [ 大阪府 5 ]  |
| 1971年（昭和46年） | 14,032   | -        | -        | [ 大阪府 6 ]  |
| 1972年（昭和47年） | 13,725   | -        | -        | [ 大阪府 7 ]  |
| 1973年（昭和48年） | -        | -        | -        | [ 大阪府 8 ]  |
| 1974年（昭和49年） | 13,958   | -        | -        | [ 大阪府 9 ]  |
| 1975年（昭和50年） | 14,744   | -        | -        | [ 大阪府 10 ] |
| 1976年（昭和51年） | 14,256   | -        | -        | [ 大阪府 11 ] |
| 1977年（昭和52年） | 14,617   | -        | -        | [ 大阪府 12 ] |
| 1978年（昭和53年） | 14,283   | -        | -        | [ 大阪府 13 ] |
| 1979年（昭和54年） | 14,067   | -        | -        | [ 大阪府 14 ] |
| 1980年（昭和55年） | 14,184   | -        | -        | [ 大阪府 15 ] |
| 1981年（昭和56年） | 14,392   | -        | -        | [ 大阪府 16 ] |
| 1982年（昭和57年） | 14,265   | 13,879   | 28,144   | [ 大阪府 17 ] |
| 1983年（昭和58年） | 13,984   | 13,764   | 27,748   | [ 大阪府 18 ] |
| 1984年（昭和59年） | 13,524   | 13,452   | 26,976   | [ 大阪府 19 ] |
| 1985年（昭和60年） | 13,650   | 13,688   | 27,338   | [ 大阪府 20 ] |
| 1986年（昭和61年） | 13,882   | 13,941   | 27,823   | [ 大阪府 21 ] |
| 1987年（昭和62年） | 14,338   | 13,300   | 27,638   | [ 大阪府 22 ] |
| 1988年（昭和63年） | 13,210   | 12,876   | 26,086   | [ 大阪府 23 ] |
| 1989年（平成元年） | -        | -        | -        | [ 大阪府 24 ] |
| 1990年（平成02年） | 13,297   | 12,737   | 26,034   | [ 大阪府 25 ] |
| 1991年（平成03年） | -        | -        | -        | [ 大阪府 26 ] |
| 1992年（平成04年） | 12,111   | 12,018   | 24,129   | [ 大阪府 27 ] |
| 1993年（平成05年） | -        | -        | -        | [ 大阪府 28 ] |
| 1994年（平成06年） | -        | -        | -        | [ 大阪府 29 ] |
| 1995年（平成07年） | 11,459   | 11,616   | 23,075   | [ 大阪府 30 ] |
| 1996年（平成08年） | 11,327   | 11,791   | 23,118   | [ 大阪府 31 ] |
| 1997年（平成09年） | 11,637   | 11,955   | 23,592   | [ 大阪府 32 ] |
| 1998年（平成10年） | 11,236   | 11,608   | 22,844   | [ 大阪府 33 ] |
| 1999年（平成11年） | -        | -        | -        | [ 大阪府 34 ] |
| 2000年（平成12年） | 10,968   | 11,056   | 22,024   | [ 大阪府 35 ] |
| 2001年（平成13年） | 10,529   | 10,400   | 20,929   | [ 大阪府 36 ] |
| 2002年（平成14年） | 9,835    | 10,052   | 19,887   | [ 大阪府 37 ] |
| 2003年（平成15年） | 9,702    | 9,849    | 19,551   | [ 大阪府 38 ] |
| 2004年（平成16年） | 9,804    | 9,825    | 19,629   | [ 大阪府 39 ] |
| 2005年（平成17年） | 9,512    | 9,594    | 19,106   | [ 大阪府 40 ] |
| 2006年（平成18年） | 9,435    | 9,320    | 18,755   | [ 大阪府 41 ] |
| 2007年（平成19年） | 9,527    | 9,585    | 19,112   | [ 大阪府 42 ] |
| 2008年（平成20年） | 9,469    | 9,426    | 18,895   | [ 大阪府 43 ] |
| 2009年（平成21年） | 9,523    | 9,381    | 18,904   | [ 大阪府 44 ] |
| 2010年（平成22年） | 8,886    | 8,908    | 17,794   | [ 大阪府 45 ] |
| 2011年（平成23年） | 9,156    | 9,164    | 18,320   | [ 大阪府 46 ] |
| 2012年（平成24年） | 9,296    | 9,216    | 18,512   | [ 大阪府 47 ] |
| 2013年（平成25年） | 8,782    | 8,688    | 17,470   | [ 大阪府 48 ] |
| 2014年（平成26年） | 9,120    | 9,144    | 18,264   | [ 大阪府 49 ] |
| 2015年（平成27年） | 9,275    | 9,203    | 18,478   | [ 大阪府 50 ] |
| 2016年（平成28年） | 9,374    | 9,299    | 18,673   | [ 大阪府 51 ] |
| 2017年（平成29年） | 9,996    | 9,884    | 19,880   | [ 大阪府 52 ] |
| 2018年（平成30年） | 9,736    | 9,625    | 19,361   | [ 大阪府 53 ] |
| 2019年（令和元年） | 9,915    | 9,834    | 19,749   | [ 大阪府 54 ] |
| 2020年（令和02年） | 8,964    | 8,828    | 17,792   | [ 大阪府 55 ] |
| 2021年（令和03年） | 8,843    | 8,831    | 17,674   | [ 大阪府 56 ] |
| 2022年（令和04年） | 9,093    | 8,974    | 18,067   | [ 大阪府 57 ] |
| 2023年（令和05年） | 9,164    | 9,115    | 18,279   | [ 大阪府 58 ] |

## 駅周辺
駅周辺は地理的に豊中市の中央に位置し、古代よりある原田神社とその門前町に接している。門前町は能勢街道と伊丹街道の結節点であり、現在の岡町商店街にあたる。神社近隣であるため、駅のホームから鎮守の森の一端を垣間みることができる。行政機能の中枢たる市役所、議会の最寄駅。
- 豊中市役所
- 豊中商工会議所
- 豊中簡易裁判所
- 豊中区検察庁
- 豊中保健所
- 大阪府豊中警察署
- 豊中市立岡町図書館
- 豊中市立伝統芸能館
- 原田神社
- 桜塚古墳群
  - 大石塚古墳
  - 小石塚古墳
  - 大塚古墳
- 奥内陶芸美術館
- 東光院（萩の寺）
- 豊中市立克明小学校
- 豊中市立南桜塚小学校
- 豊中市立第三中学校
- 大阪府立桜塚高等学校
- 豊中岡町郵便局
- 豊中桜塚郵便局
- 豊中宝山郵便局
- 岡町商店街
- 桜塚商店街
- 豊中天満座（大衆演劇）
- ローソン桜塚店 - ローソンの開業第1号店[9]
- 阪急バス本社（豊中駅との間の高架下。庄内西町から移転）
- ドン・キホーテ 豊中店

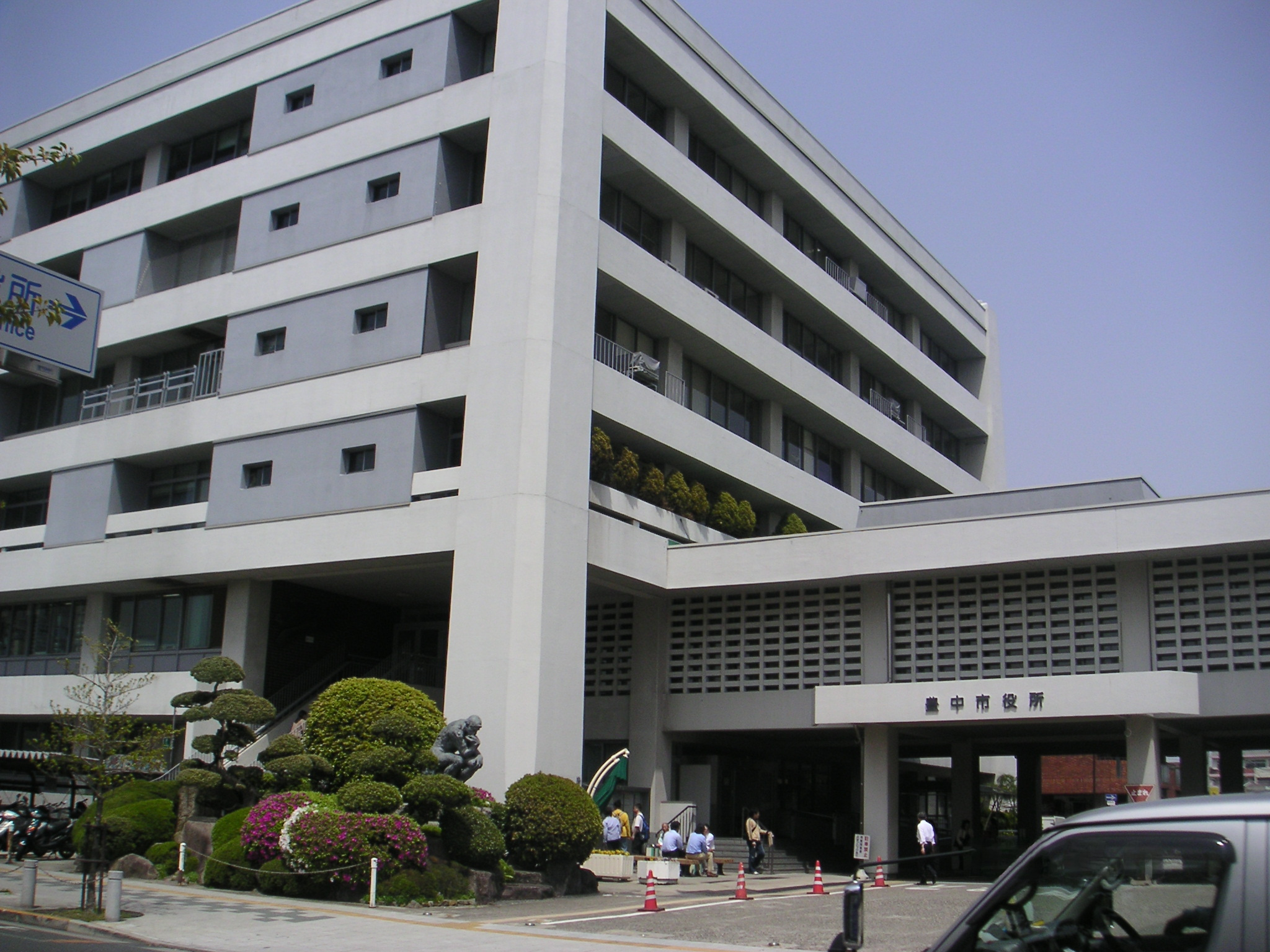
豊中市役所
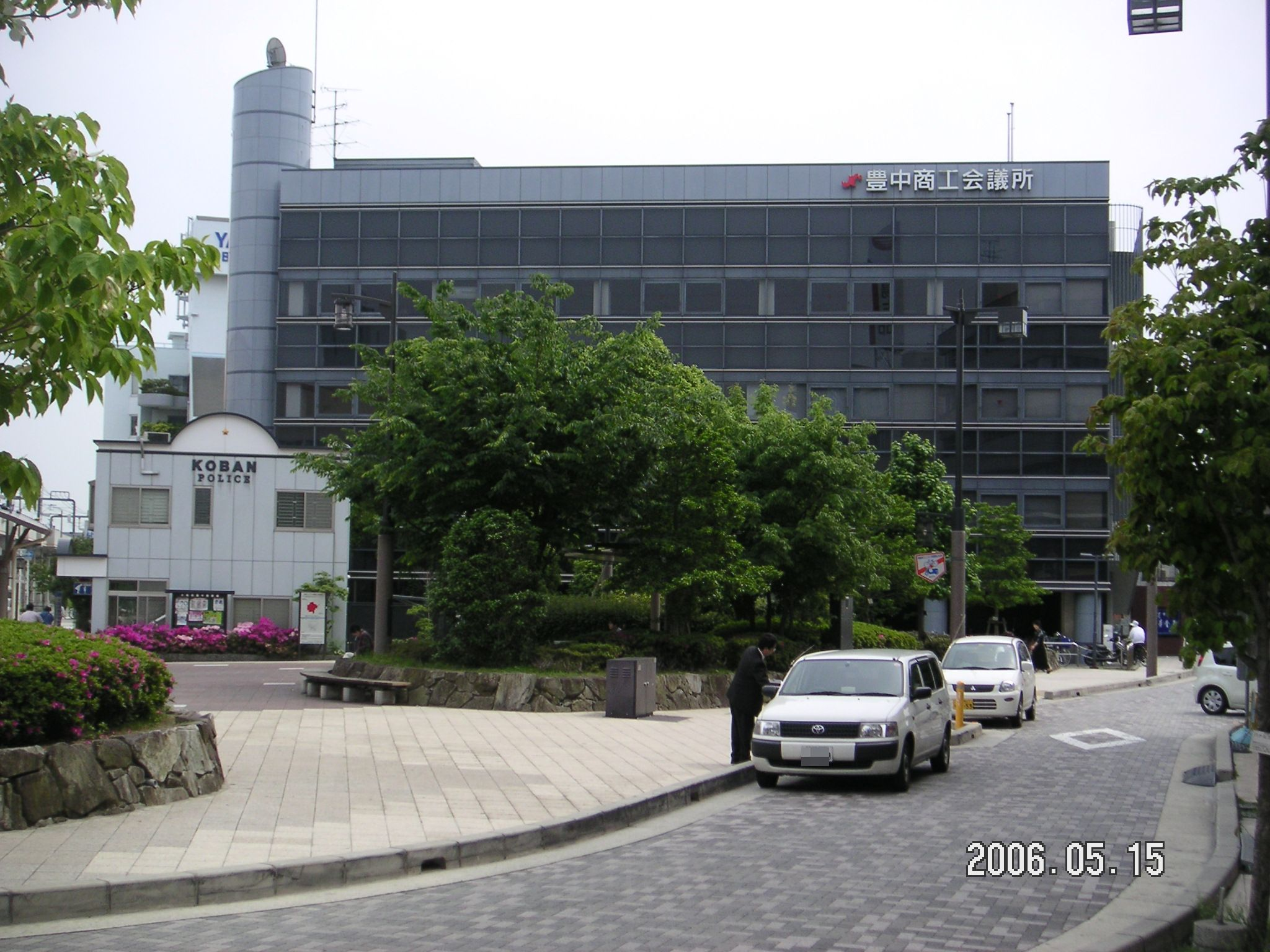
豊中商工会議所
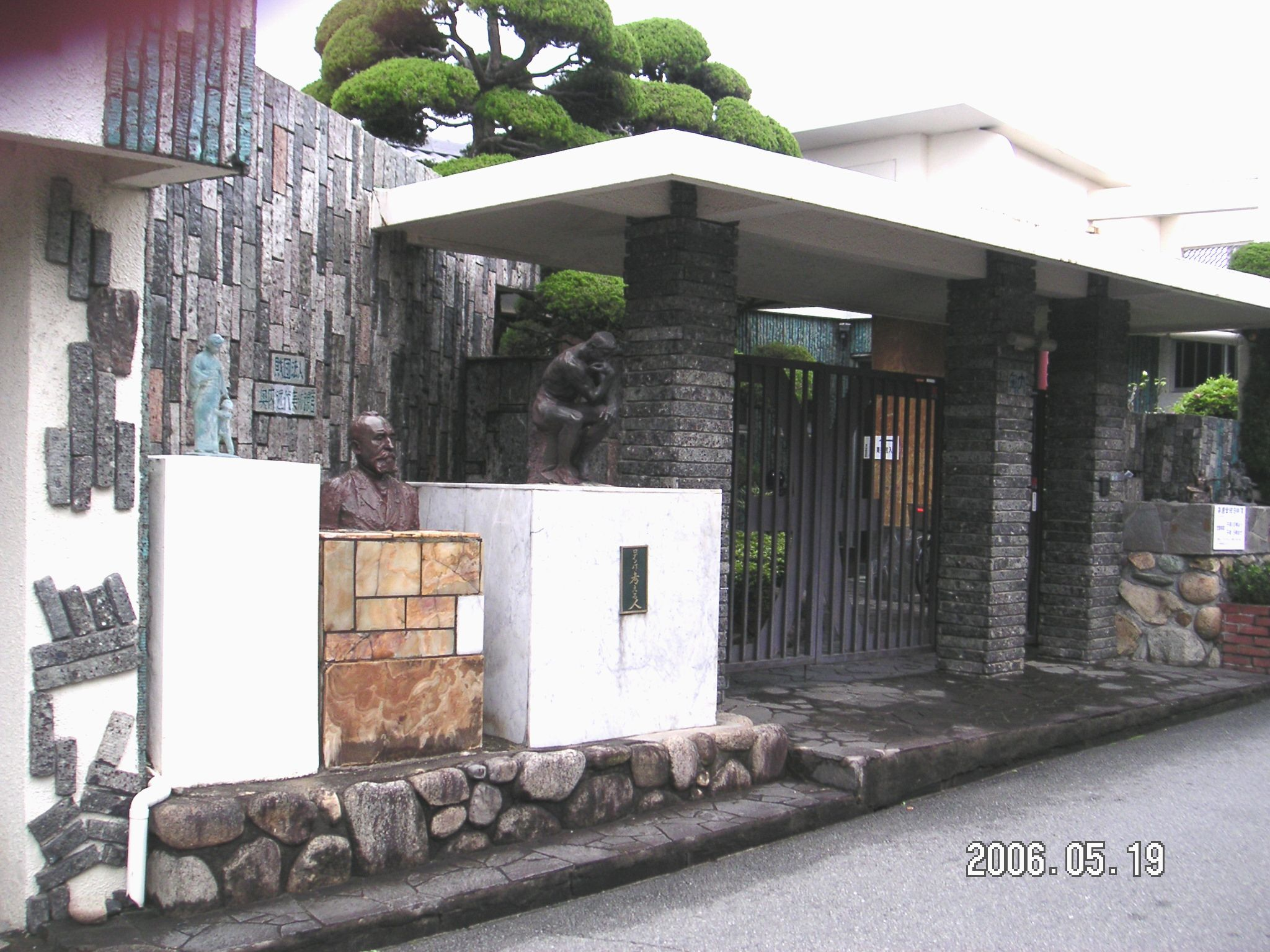
奥内陶芸美術館
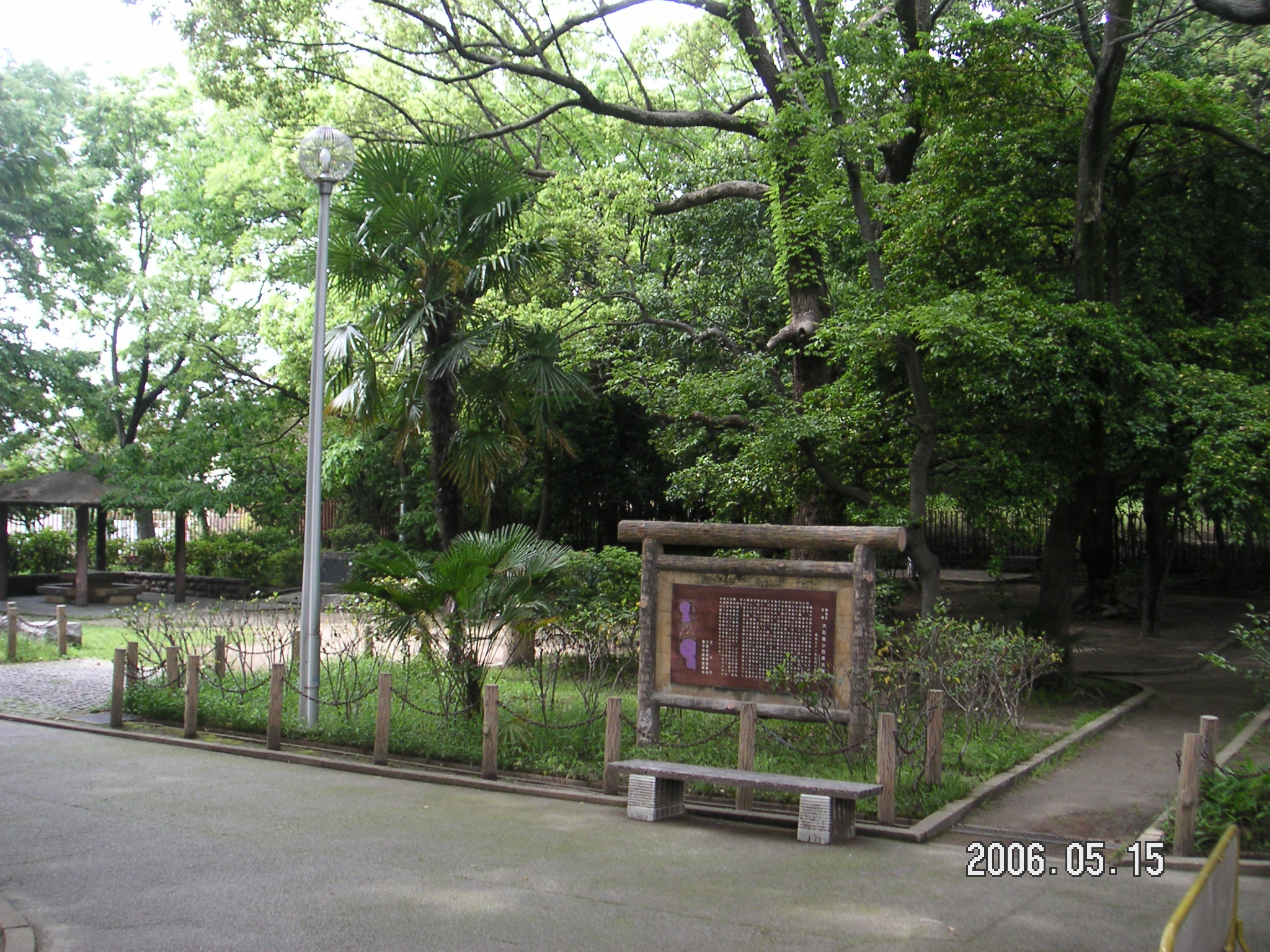
大石塚小石塚古墳
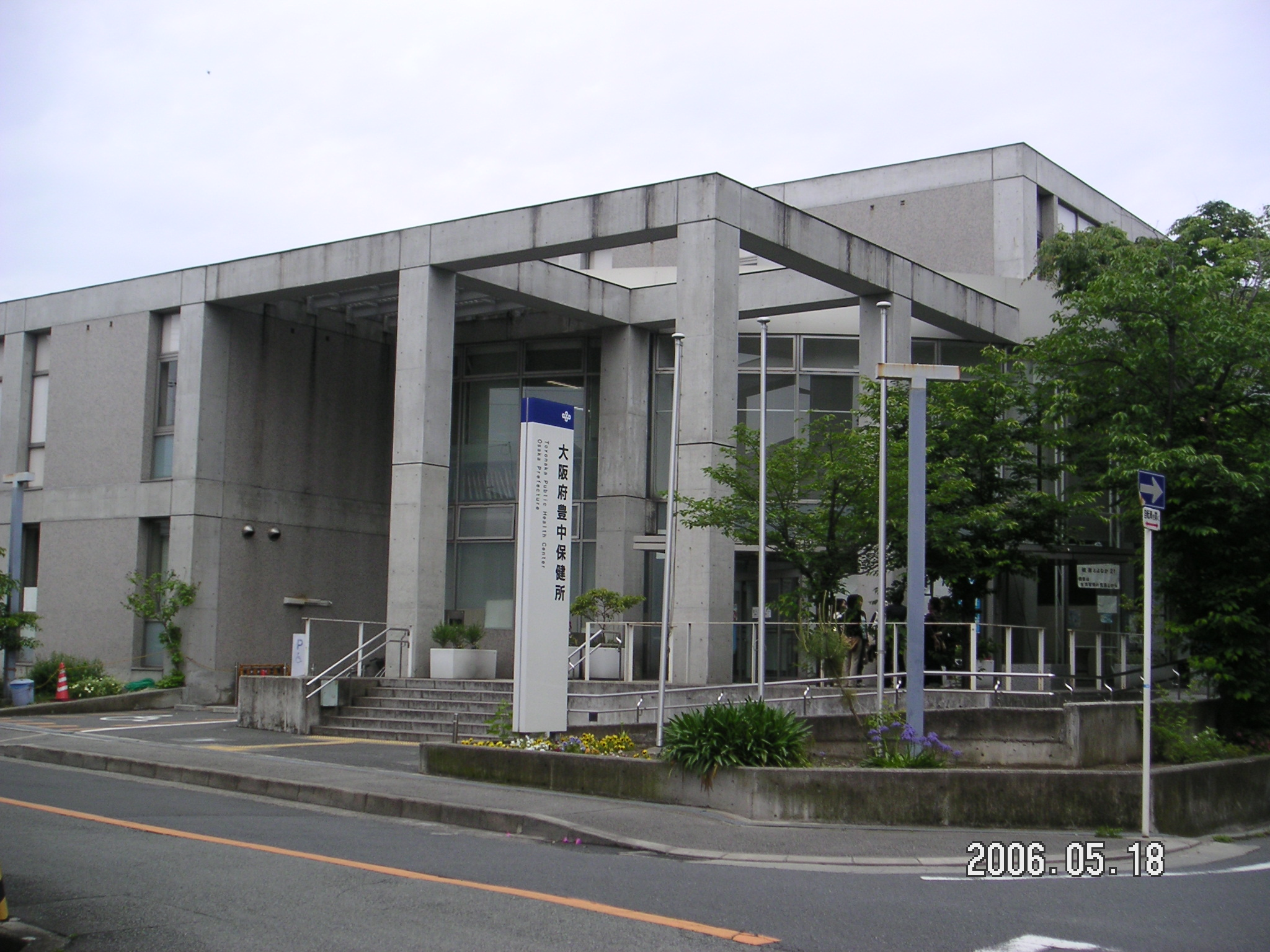
大阪府豊中保健所
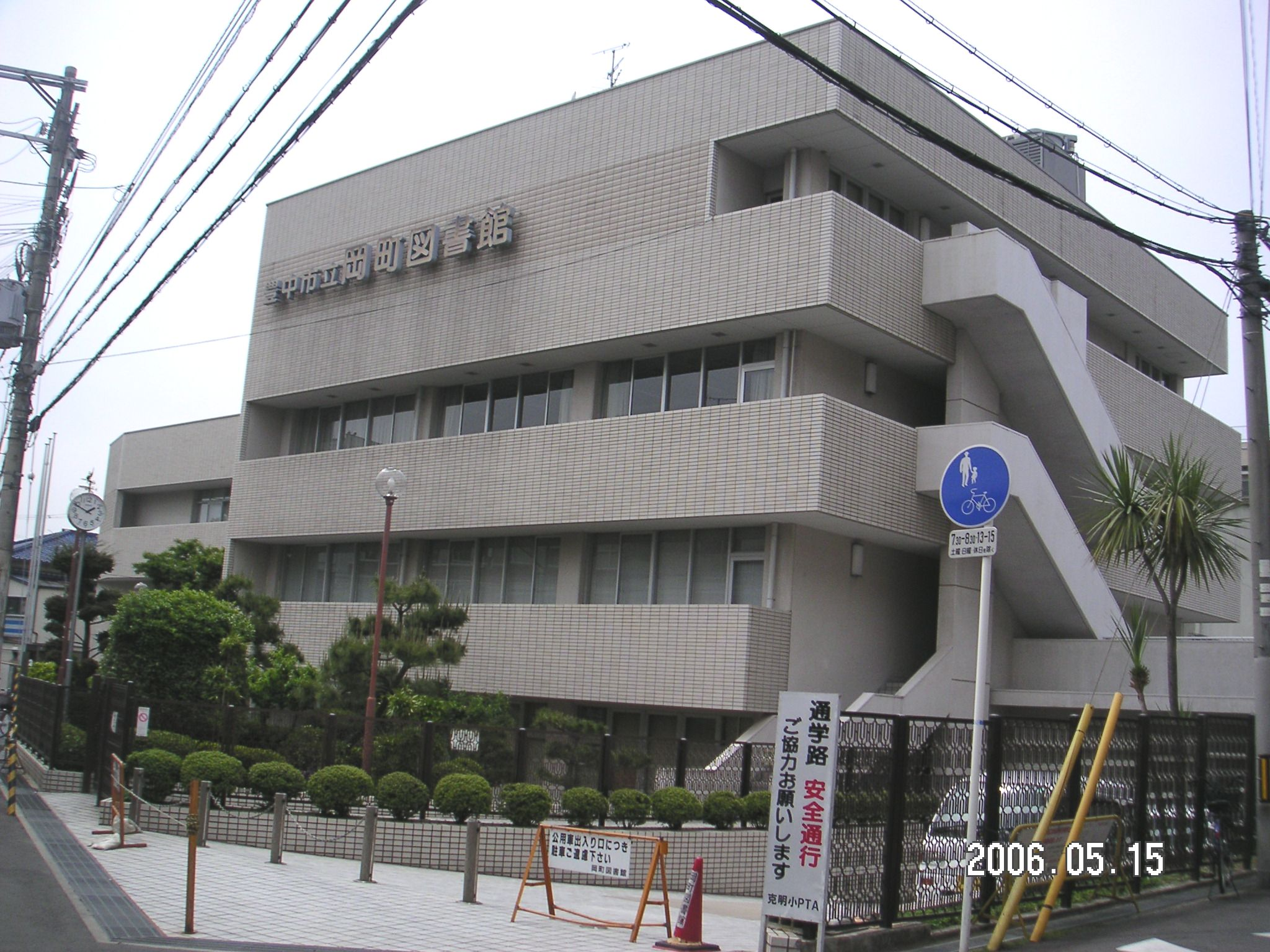
岡町図書館
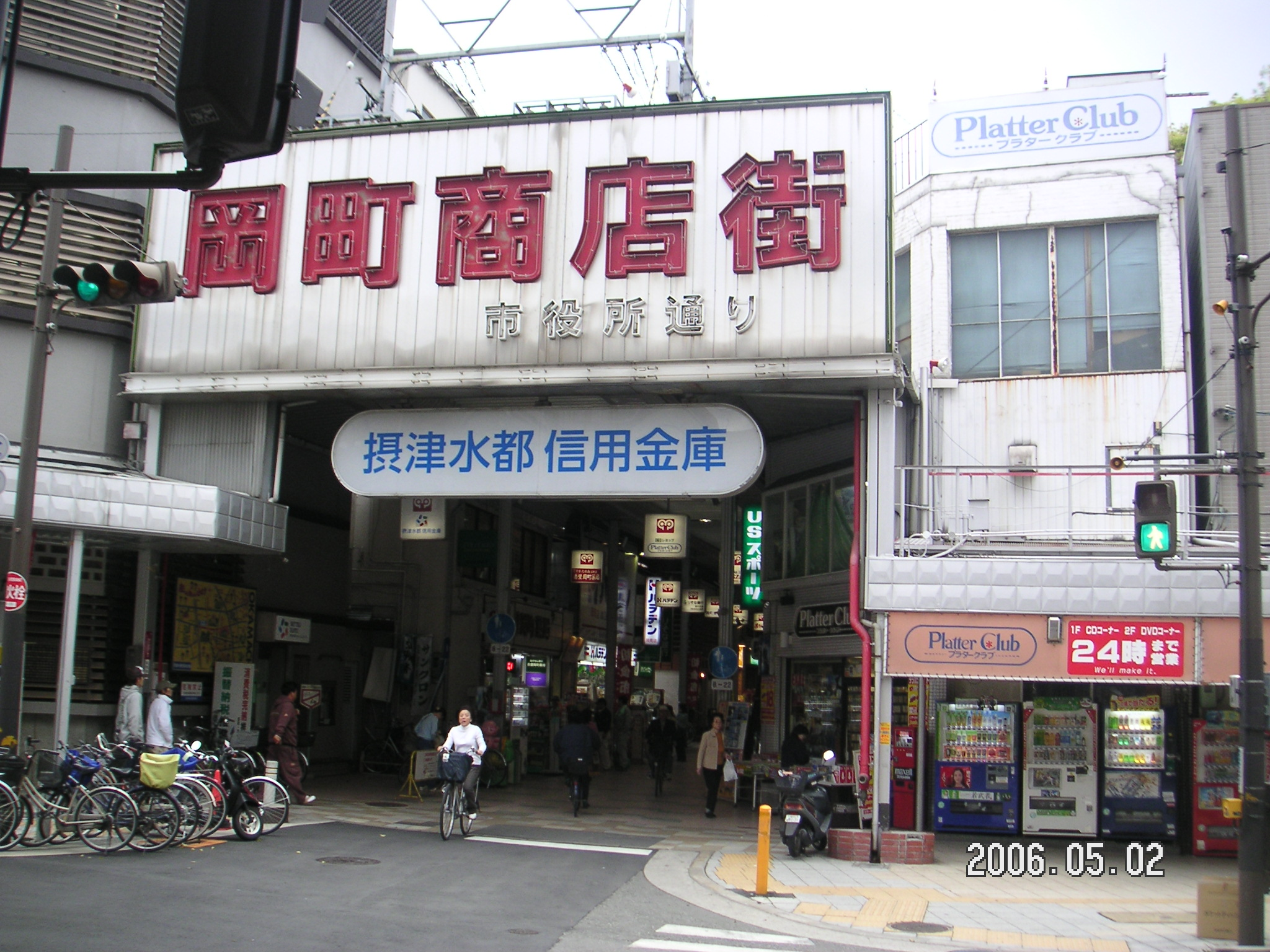
岡町商店街
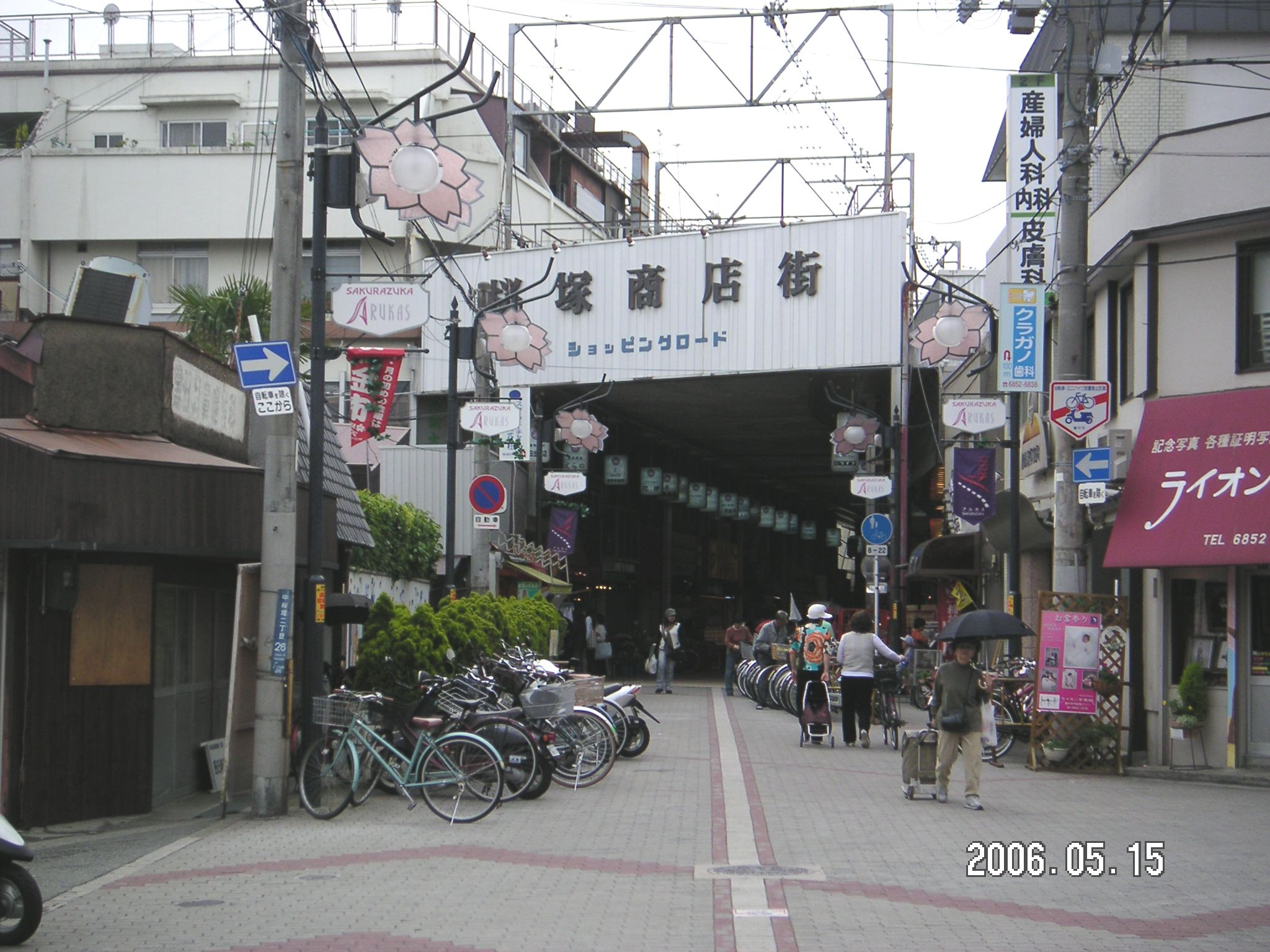
桜塚商店街
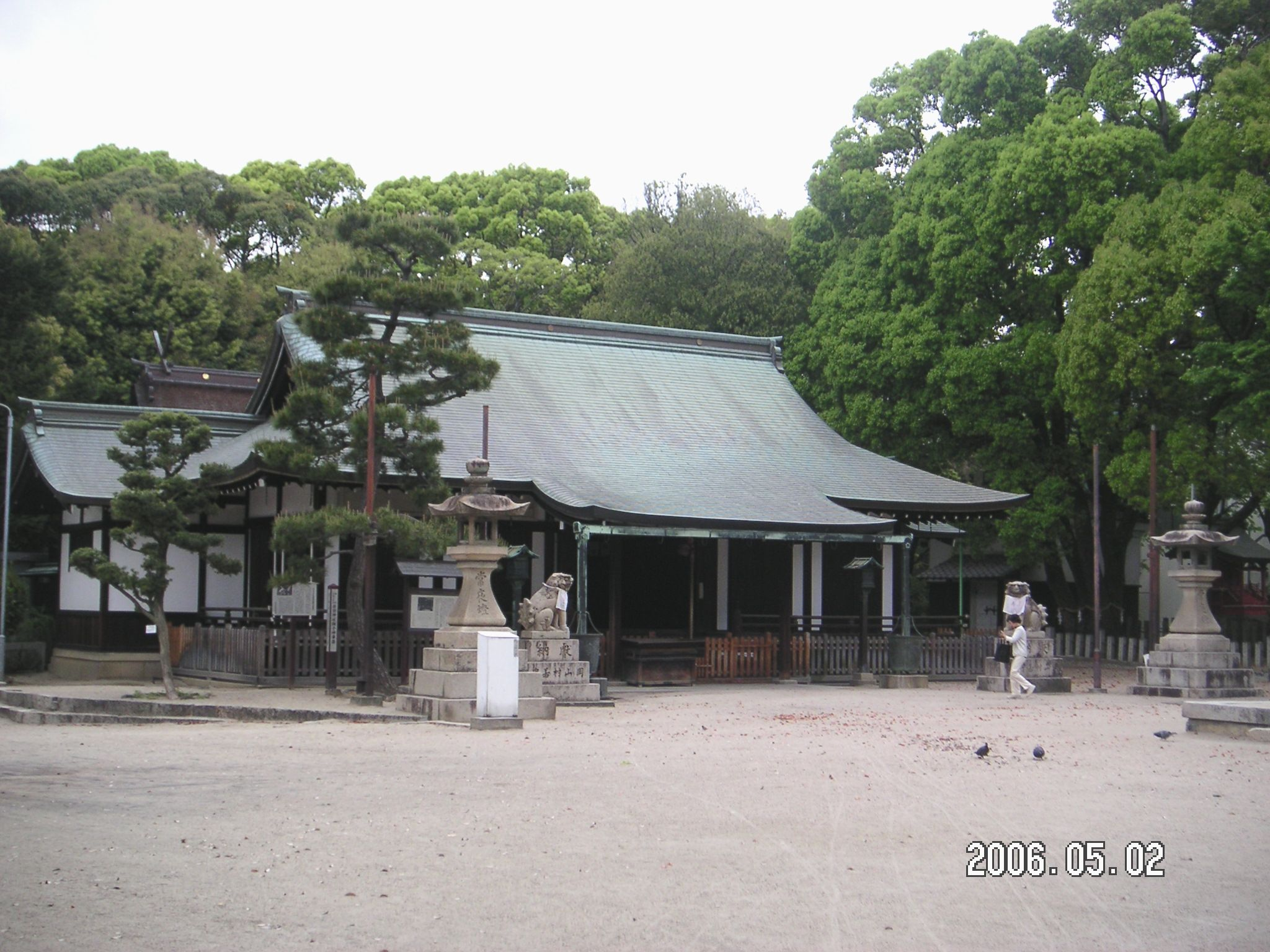
原田神社
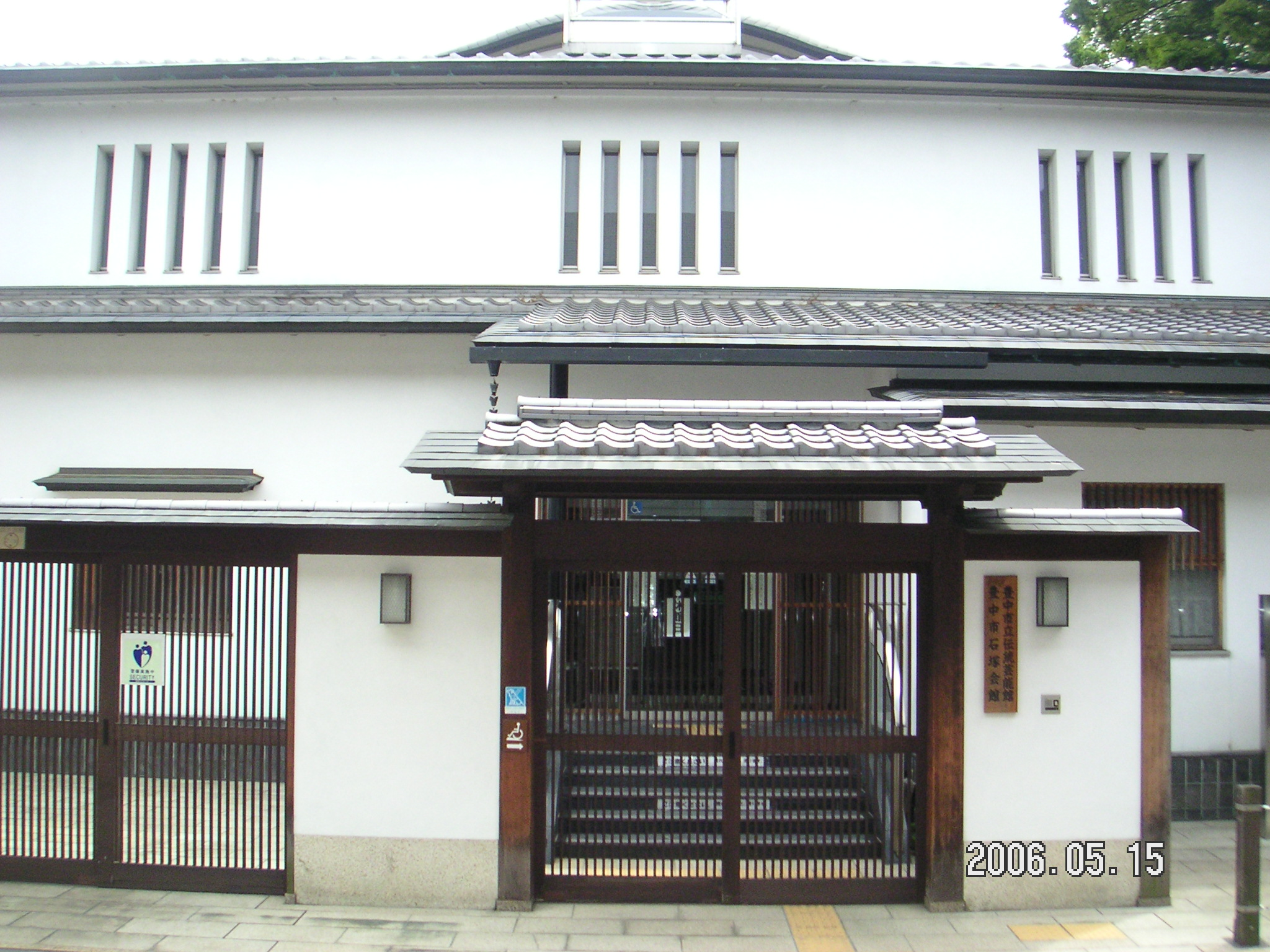
伝統芸能館
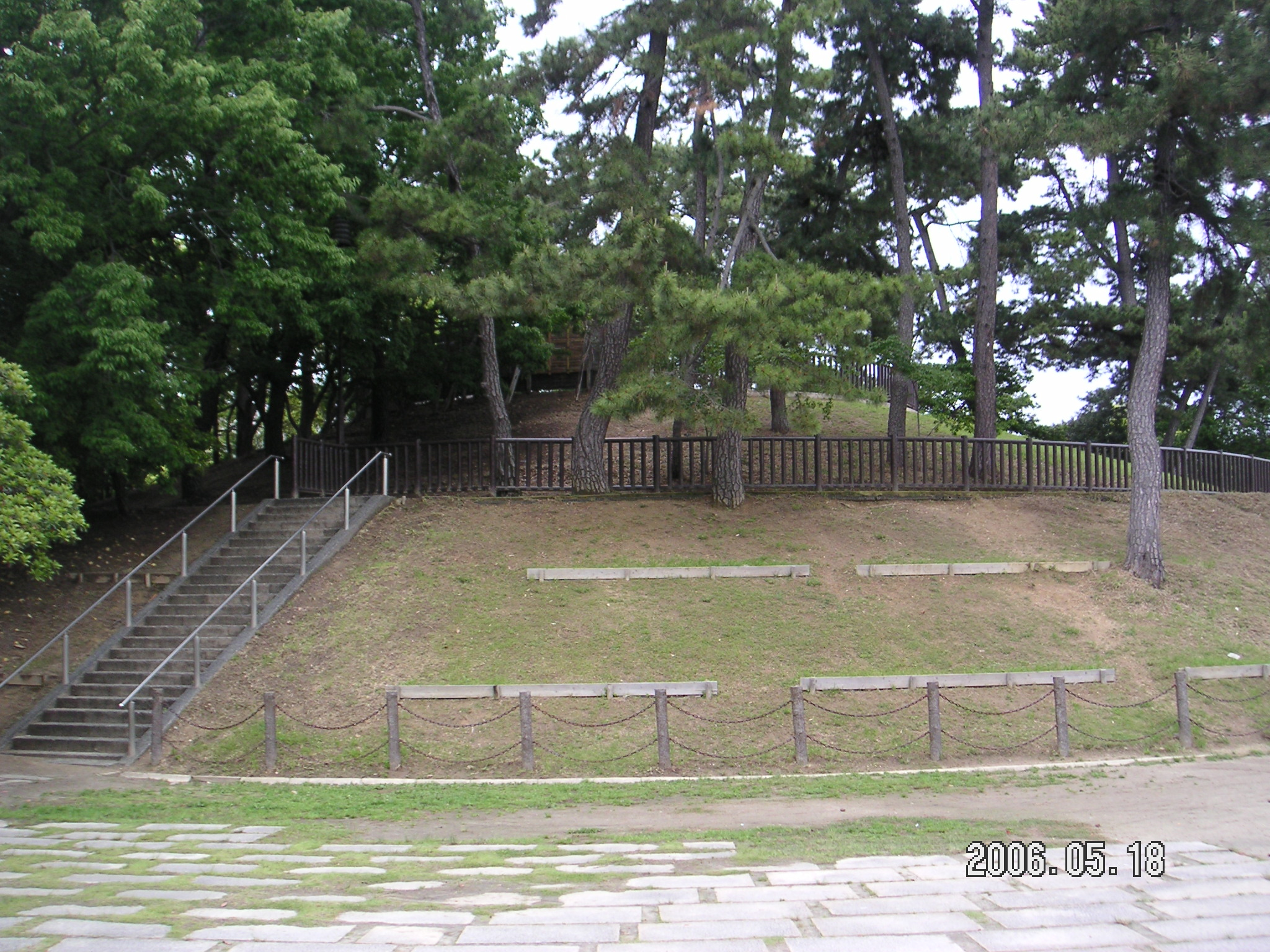
大塚古墳

## バス路線
阪急バスの路線が乗り入れる。駅の両側の道路がそれぞれ一方通行となっており、西口からは北向きのりば、東口からは南向きのりばにそれぞれ連絡している。
停留所名は「阪急岡町駅」。千里営業所の担当。
| のりば | 路線名     | 系統・行先                                | 備考                                                               |
| ------ | ---------- | ----------------------------------------- | ------------------------------------------------------------------ |
| 北向き | 豊中市内線 | 25系統：千里中央（阪急豊中駅→40系統直通） | 日中のみ運行                                                       |
| 北向き | 豊中市内線 | 38系統：桃山台駅（阪急豊中駅→35系統直通） | 日中に35系統直通便を、平日深夜に1本阪急豊中駅止まりを運行          |
| 南向き | 豊中市内線 | 25系統：桃山台駅                          | 日中および深夜に運行、平日最終便は深夜バス（運賃倍額）。旭ヶ丘経由 |
| 南向き | 豊中市内線 | 38系統：桃山台駅                          | 日中のみ運行。熊野町西・東豊中団地前経由                           |

## 隣の駅
阪急電鉄
■宝塚本線
■特急「日生エクスプレス」・■通勤特急・■急行
通過
■通勤急行（宝塚行きのみ）・■準急（大阪梅田行きのみ）・■普通
曽根駅 (HK-44) - 岡町駅 (HK-45) - 豊中駅 (HK-46)

### 記事本文